# Séquentiel Couleur à Mémoire

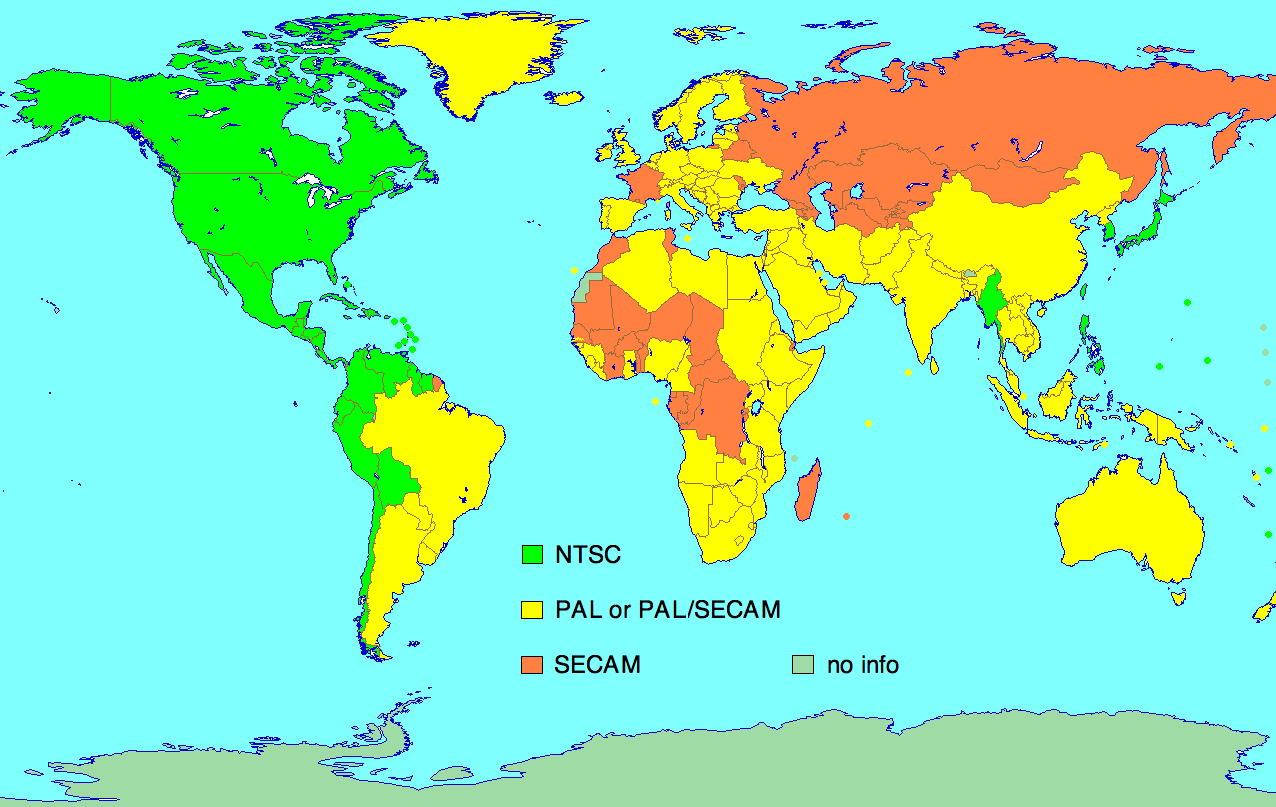
NTSC
PAL, of stapt over naar PAL
SECAM
geen informatie

SECAM (Franse afkorting voor Séquentiel Couleur à Mémoire) is een in Frankrijk ontwikkelde standaard voor analoge kleurentelevisie. SECAM 3 werd in 1967 in Frankrijk en in de vroegere Sovjet-Unie, en later ook in andere Oost-Europese landen ingevoerd. SECAM is een verbetering ten opzichte van de Amerikaanse NTSC-standaard, waarbij geen faseverschuiving of kleurvervalsingen in het beeld optreden. Het elders in Europa gebruikte PAL-systeem heeft dezelfde voordelen.

## Werking
Een beeld dat met behulp van SECAM is ontstaan is te herkennen aan de ogenschijnlijke lichtgevendheid van alles wat kleur heeft. Dus vooral de tennisballen in het schemerduister van Roland Garros of de gekleurde bontmutsen in de menigte op het Moskouse Rode Plein geven licht. Kleurverzadiging varieert namelijk niet mee met de helderheid, doordat SECAM is gebaseerd op frequentiemodulatie van een voortdurend aanwezige draaggolf met afgeleiden (D'R en D'B) van elk der beide kleurverschilsignalen (R−Y; B−Y). [Y staat voor helderheid, R en B voor Rood en Blauw. De vaste relatie tussen R, G en B (Y=0,299R + 0,587G + 0,114B) levert dus ook het G-signaal op.]
Een aldus ontstaan frequentiegemoduleerd signaal wordt gesuperponeerd op het helderheidssignaal, zodat ook hier de compatibiliteit met zwart-wit ontvangers blijft bestaan.
Voor de beeldlijnen van 64 µs geldt dat beurtelings frequentiemodulatie met het D'R-signaal en frequentiemodulatie met het D'B-signaal worden toegepast. Ze worden gemoduleerd op draaggolven van respectievelijk 4,406 25 MHz en 4,25 MHz. Om nu voor een beeldlijn te bepalen welke van de twee aan de beurt is, wordt in het eerste deel van een lijn, gedurende ca. 5 µs geen modulatie toegepast. De centrale frequentie wordt dus uitgezonden. Die frequentie wordt door de ontvanger gemeten en als uitgangspunt voor de demodulatie gebruikt. Dat systeem heet lijn-identificatie, of horizontale identificatie.
In de periode dat detectie van het frequentieverschil in een dergelijk korte tijd van 5 µs lastig en/of kostbaar was, werd er gebruikgemaakt van zogenaamde rasteridentificatie, of verticale identificatie. Gedurende negen lijnen, voorafgaande aan het zichtbare beeld, wordt er beurtelings, steeds gedurende 1 lijntijd een frequentie van 3,9 MHz of 4,756 25 MHz uitgezonden. De volgorde waarin dit gebeurt wordt tijdens het uitzenden van die negen lijnen opgeslagen, om bij het aftellen van de lijnen gedurende een beeld, voor elke –even of oneven– lijn de juiste centrale frequentie te kunnen kiezen. Mocht er onderweg een (tel)fout ontstaan, dan wordt dat dus automatisch gecorrigeerd in het volgende beeld, 1/25 seconde later.
In Frankrijk wordt de rasteridentificatie van overheidswege als een achterhaald en ongewenst systeem gezien. Het verwijderen daarvan aan de zenderkant wordt lastig, omdat oude ontvangers –met slechts raster-identificatie– moeten kunnen blijven werken. Rasteridentificatie blijft dus bestaan, waardoor de noodzaak tot ontvangervernieuwing niet zo groot is. Nieuwe ontvangers hebben rasteridentificatie als reservemogelijkheid aan boord.
Om te voorkomen dat de immer aanwezige kleurendraaggolf storend zichtbaar wordt in het beeld, wordt voor deze draaggolf bij elke beeld- of lijnscan een andere startfase toegepast. Bij elke beeldscan start de draaggolf met 180 graden faseverschuiving ten opzichte van de voorgaande beeldscan-start. Bij de eerste twee lijnscans start de draaggolf in dezelfde fase, bij de derde verschuift deze 180 graden ten opzicht daarvan, bij de vierde weer 180 graden, naar nul dus, en de cyclus herhaalt zich voor elke 3 lijnen.
Ook wordt er pre-emphasis toegepast op de kleurverschilsignalen. Dat wil zeggen dat boven een bepaalde frequentie de amplitude met 20 dB per decade toeneemt. Dat gebeurt bij alle FM-systemen om ruis te onderdrukken. Een zogenaamd bell-filter [de frequentie-responsekarakteristiek is klokvormig] aan de ontvangerkant egaliseert het signaal weer.
Ten slotte wat getallen:
- De minimale + maximale frequentie voor D'R lijnen zijn resp. 4,126 25 MHz en 4,686 25 MHz
- De minimale + maximale frequentie voor D'B lijnen zijn resp. 4,020 MHz en 4,480 MHz
- De toleranties mogen niet groter zijn dan zo'n 20 kHz
- De centrale frequenties zijn respectievelijk 272 maal de lijnfrequentie, en 282 maal de lijnfrequentie.
- De draaggolf van de eerste der 9 rasteridentificatielijnen heeft per raster een frequentievolgorde van respectievelijk 3,9 — 4,756 25 — 4,756 25 — 3,9 MHz, en weer opnieuw

Zie ook de specificatie van de TDA2506+TDA2507, Philips, 1984.
Algemeen: A-N     Kleur: NTSC · PAL · SECAM